# Catedral de San Mirin (Paisley)
La Catedral de San Mirin o bien Catedral de Paisley (en inglés: St Mirin's Cathedral) dedicada a San Mirin el santo patrón de Paisley, es la iglesia madre de la diócesis de Paisley y es la sede del obispo de Paisley en Escocia al norte del Reino Unido. La antigua iglesia parroquial de San Mirin, que se encuentra en Calle Incle, Paisley, en el cruce con la carretera Glasgow, se terminó en 1931 cerca del sitio de la iglesia original del mismo nombre que data de 1808. El edificio original fue la primera iglesia católica construida en piedra en el período post-Reforma en Escocia. El actual edificio fue elevado a la condición de catedral en 1948 después de la erección de la diócesis en 1947.